# Ingrid Kluvers
Ingrid Kluvers (1949) is een Nederlandse journalist en schrijfster.

## Levensloop
Kluvers was jarenlang actief als hoofdredacteur bij verschillende tijdschriften, waaronder bijna zes jaar bij het meidenweekblad Tina. Ze schreef daarnaast verschillende non-fictieboeken, waaronder Zo kaal zonder jou (2004), waarin ze het stervensproces beschrijft van haar partner lesbisch-feministe en docente lesbische studies Dorelies Kraakman (1946-2002).
In 2012 won ze de Jonge Jury Debuutprijs voor haar jeugdboek Droomtuin, waarna ze nog twee jeugdromans publiceerde, En ik dan? en Altijd anders. 
In 2023 publiceerde ze haar semi-autobiografische roman Luikend, die zich afspeelt in de jaren 70 en 80. Kluvers ontkende jarenlang haar homoseksualiteit. In deze roman behandelt zij de schadelijke gevolgen van het leven met een geheim, zowel voor de persoon zelf als voor de directe omgeving. Ze benadrukt in haar boek dat de samenleving nog steeds sterk door heteroseksuele normen wordt gedomineerd.
Kluvers is getrouwd met juriste en bestuurder Els Swaab.

### Non-fictie
- Heb jij ook diabetes, teksten stripboek met tekeningen van André Thijssen, Cor Heilig en Kees de Kiefte, Stichting Excerpta Media, 1973[7]
- Jouw oorlog - mij een zorg, met haar zus Eloise Kluvers, In den Toren, 1980[8]
- Kinderen - ja of nee?, met Ruut Veenhoven, In den Toren, 1980[9]
- Een + een = Tweeling, met Jozien Holm, Meulenhoff Informatief, 1981[10]
- Mijn kind heeft suikerziekte, duo-boekje met Niks voor Kim van Mickey de Werd, Meulenhoff, 1983[11]
- Hoe apart zijn meisjes, met Vera Goedhart, Ministerie van Onderwijs, 1986[12]
- Zo kaal zonder jou, Meulenhoff, 2004

### Fictie
- Droomtuin, Moon, 2010
- En ik dan?, Moon, 2014
- Altijd anders, Moon, 2016
- Luikend, Lebowski, 2023

- Gemeinsame Normdatei: 1117168557
- International Standard Name Identifier: 0000 0000 2163 875X
- Library of Congress Control Number: n79105160
- Nederlandse Thesaurus van Auteursnamen: 069269556
- Virtual International Authority File: 60363028
- WorldCat: E39PBJhxrmf9GHQd9hcyJc3PcP